# Laguna Escondida (Atacama)
La laguna Escondida es un lago salado ubicado en la zona cordillerana de Los Andes de la Región de Atacama al norte de laguna Verde (Atacama). Aunque la laguna esta en Chile, su cuenca hidrográfica es compartida entre Chile y Argentina, cuya frontera pasa a unos 3 kilómetros al este de la laguna.

## Ubicación y descripción
La laguna se encuentra dentro de una caldera volcánica de empinadas laderas. La expedición de Alonso, Risacher y Salazar la considera la de más difícil acceso en la cordillera chilena.
Las características morfométricas y climatológicas más relevantes de la laguna son:: III-189 
- altura: 4353 m
- superficie de la cuenca: 194 km²
- superficie del salar: 3,8 km² (laguna + playas en las orillas)
- superficie de la laguna: 3,5 km²
- precipitaciones: 140 mm/año
- evaporación potencial: 1000 mm/año
- temperatura media: -1 °C

## Historia
Luis Risopatrón la describe en su Diccionario Jeográfico de Chile en 1924:: 320 
Escondida (Laguna). Pequeña, se encuentra a corta distancia al NE del salar de Wheelwright hacia el N de la laguna Verde; a poco trecho al NE se erijió en 1905, una pirámide divisoria con la Arjentina a la altitud de 4890 m.